# Hasselfältmätare
Hasselfältmätare (Electrophaes corylata) är en fjärilsart som beskrevs av Carl Peter Thunberg 1792. Hasselfältmätare ingår i släktet Electrophaes och familjen mätare. Arten är reproducerande i Sverige. Inga underarter finns listade i Catalogue of Life.

## Bildgalleri

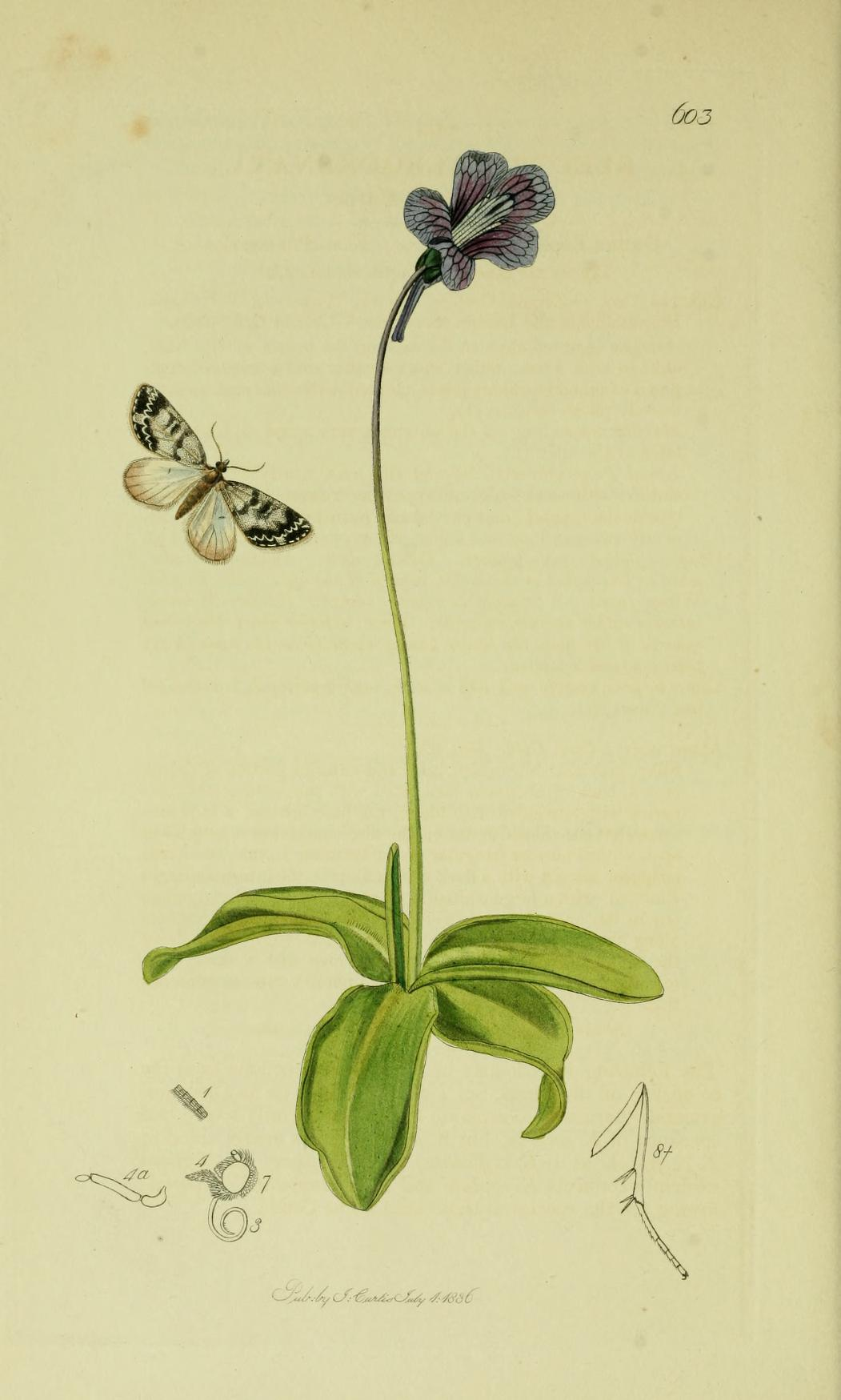
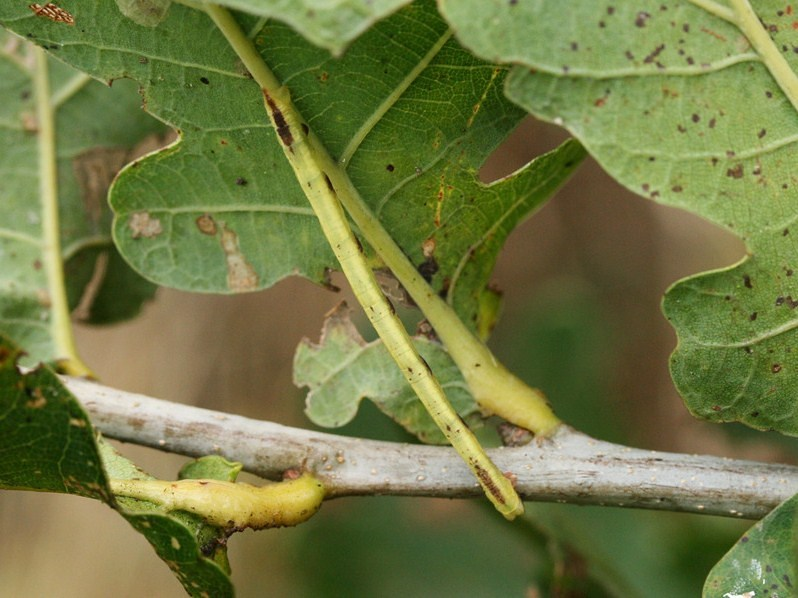